# Патоморфоз
Патоморфоз (от др.-греч. πάθος — страдание, болезнь и μορφή — вид, форма), иногда Нозоморфоз — изменение признаков отдельной болезни — так называемой нозологической формы, а также изменение заболеваемости и причин смертности под влиянием различных воздействий и внешних факторов (биологических, социальных).

## История
Согласно многим историческим артефактам и подтверждённым данным, симптомы и проявления многих болезней протекали неизменно в течение многих веков вплоть до начала XX века. Описания болезней данные древними лекарями и дошедшие до наших дней из глубокой древности, во многих случаях не утратили своей значимости до сих пор. Даже названия многих заболеваний принятых в современной медицине уходят в глубину веков (например, термин «диабет» ввёл древнегреческий врач во 2 веке до н.э). Однако начиная с XX века, произошли существенные изменения в структуре болезней человека.
В результате широкой иммунизации населения и проведения масштабных санитарных профилактик в экономически развитых странах были ликвидированы многие инфекционные болезни. Резко изменилась не только общая заболеваемость и смертность, но и течение и клиника отдельных болезней. Крупозная пневмония, ранее часто приводившая к смерти, стала относительно редким заболеванием, как и брюшной тиф, сыпной тиф, чума, полиомиелит и другие распространённые ранее инфекции. Изменение условий жизни привело к снижению заболеваемости железодефицитными анемиями, авитаминозами и. т. д. Практически исчезли некоторые детские инфекционные болезни. Скарлатина, дифтерия стали встречаться значительно реже. В то же время повышение продолжительности жизни привело к увеличению числа больных, умирающих от сердечно-сосудистых заболеваний, злокачественных опухолей и травматических повреждений. Возникли новые наследственные и профессиональные болезни, связанные с влиянием изменённой внешней среды (например, развитие химической промышленности). Увеличилось количество различных форм аллергических заболеваний, в возникновении которых определённое значение придают побочному действию лекарственных средств.
Все это изменило общую «панораму» болезней — произошло изменение всей нозологической системы.
И в ответ на эти изменения, в 1929 году немецкий психолог Вильям Гельпах ввёл новый термин «патоморфоз».

## Причины
Причины патоморфоза сложны и многообразны. Различают естественный (стойкий) и индуцированный (терапевтический, лекарственный) патоморфоз. Предполагаемая возможная причина естественной эволюции болезни (естественный патоморфоз) кроется в эволюции патогенных свойств возбудителя (мутаций бактерий и вирусов), а также сдвигов в иммунном статусе человека (генетически закреплённая иммунизация организма). Примером такого патоморфоза является эволюция картины сифилиса, который в прошлом протекал как острое септическое заболевание с высокой летальностью, а сегодня поддается лечению с высоким процентом выздоровления.
Однако наиболее существенна и достоверно доказана роль активных профилактических и лечебных мероприятий, особенно антибиотической терапии. Современная активная химиотерапия, гормонотерапия и другие методики изменяют картину болезни, лишая её типичных черт. Это уже терапевтически обусловленный патоморфоз, резко изменивший не только картину многих болезней, но и заболеваемости.

## Примеры
Примером нозоморфоза в пределах определённой группы болезней может служить изменение соотношений в частоте различных форм рака. Несколько десятилетий тому назад рак лёгкого был редким заболеванием, сейчас он занимает первое место по заболеваемости среди онкологических заболеваний.
Патоморфоз в узком смысле слова касается изменения клинико-морфологической картины отдельных болезней. Патоморфоз скарлатины проявляется не только редкостью этого заболевания, но и тем, что сейчас она протекает в лёгкой форме, без тяжёлых осложнений (гнойные отиты, нефрит и др.). Под влиянием антибиотиков крупозная пневмония начинает резко идти на убыль, а также уменьшилось число лёгочных и внелёгочных осложнений.
Патоморфозом не следует относить происходящее с развитием научной медицины исправление ошибочных взглядов на природу того или иного заболевания.
В результате больших успехов в борьбе с туберкулёзом и применением новых лечебных препаратов произошел патоморфоз этого заболевания. Например, острые формы — туберкулёзный менингит, милиарный туберкулёз и др., ранее считавшиеся смертельными, теперь принимают хроническое течение, а в ряде случаев наступает клиническое излечение.
Увеличилось число больных с лёгочным сердцем и амилоидозом.
В связи с вакцинацией смертность детей от туберкулёза стала очень низкой. Однако появились устойчивые к противотуберкулёзным препаратам формы микобактерий, которые могут выделяться больным, создавая эпидемическую опасность.
За последние 30 лет произошел патоморфоз затяжного септического эндокардита, ранее относившегося к числу болезней, неизбежно ведущих к смерти.
Лечение массивными дозами пенициллина приводит к ликвидации септического процесса на клапанах, но способствует деформации клапанов, в результате чего через 2—3 года может наступить смерть от сердечной недостаточности.
Лекарственный патоморфоз является нестойким, поэтому не может быть критерием победы человека над той или иной инфекцией. Например, ложные представления о ликвидации туберкулёза чреваты тем, что все чаще встречаются диссеминированные формы туберкулёза легких, обнаруживаемые нередко лишь при вскрытии.
Явления патоморфоза необходимо учитывать в медицинской практике при диагностике болезней, течение и симптомы которых изменились. Они изменили и эпидемиологические мероприятия (например, длительность изоляции больного при скарлатине).